# Hermann Goehausen
Hermann Goehausen, auch: Herman Göehausen, (* 1593 in Brakel im Hochstift Paderborn; † 27. April 1632 in Rinteln) war Jurist und Professor der Rechtswissenschaft der Universität Rinteln. Er wurde als Hexentheoretiker bekannt und war Verfasser des Processus juridicus contra sagas et veneficos, des bedeutendsten Buches über die Hexenlehre des 17. Jahrhunderts.

## Leben

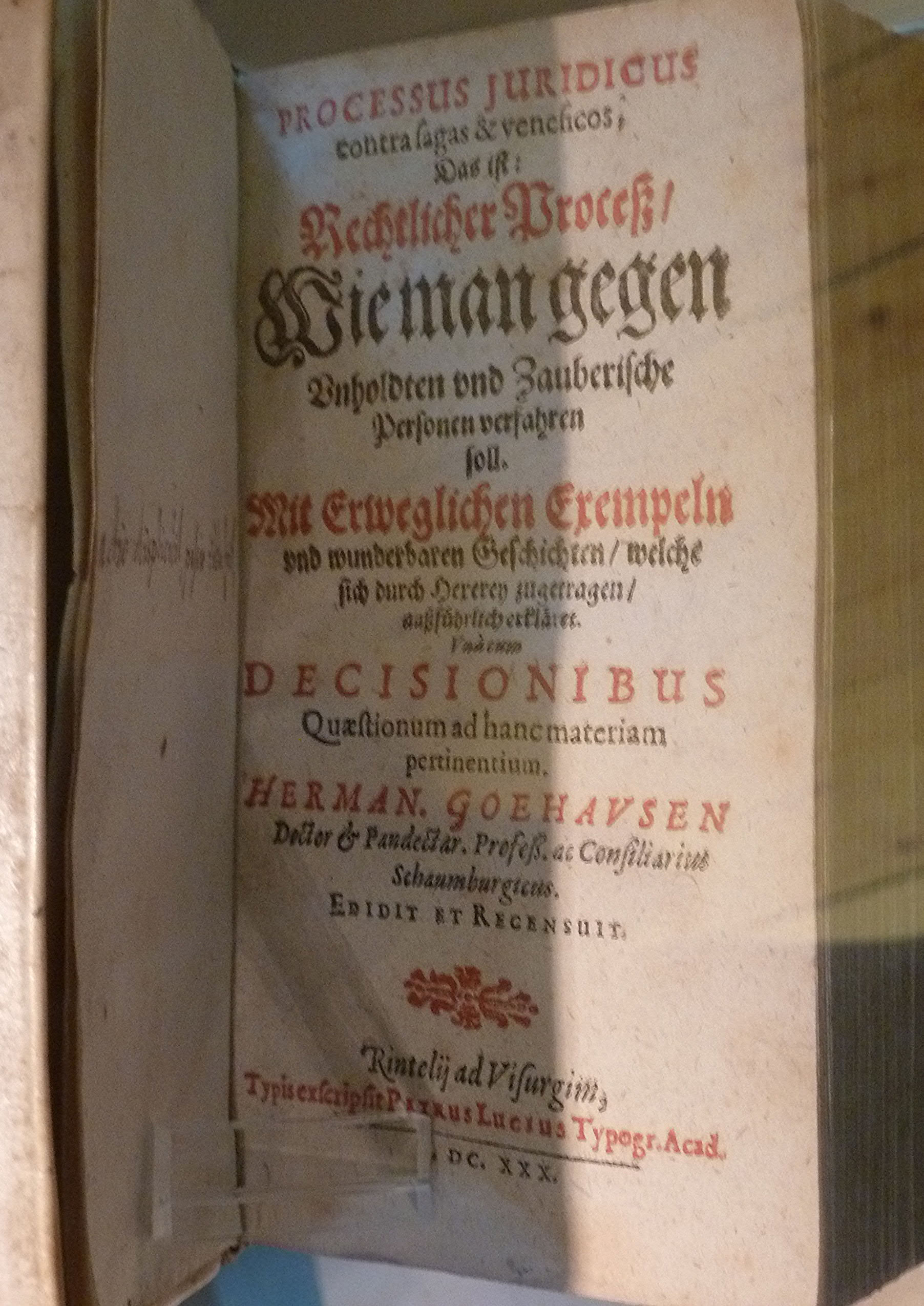
Titelblatt des 'Processus Juridicus', Rinteln 1630

Hermann Goehausen, Sohn des Brakeler Bürgers Franz Goehausen und der Catharina Heistermann, studierte von 1610 bis 1619 Jurisprudenz an den Universitäten in Leipzig, Gießen und Marburg und promovierte 1620 an der Universität in Rinteln. Hier an der lutherischen Universität Alma Ernestina lehrte er seit 1622 bis zu seinem Tode als Professor der Rechte.
Er war erster Inhaber der Professur der Wippermann-Heistermann’sche Familienstiftung mit einer Professur in Rinteln. Sein Nachfolger in dieser Familienprofessur war Engelbert Wippermann.
Goehausens erstes größeres, 1629 in Rinteln erschienenes Werk Decisio Trium Quaestionum Usu frequentium beschäftigt sich mit drei Fragestellungen aus dem Umfeld der Hexenprozesse: 1. Ob die „kalte Wasserprobe“ zuverlässig und legitim sei (hier erweist sich Goehausen als in der Tradition von Wilhelm Adolf Scribonius stehend). 2. Ob der Richter eine ihm angezeigte Person der Folter unterwerfen solle. 3. Ob die Berichte über nächtliche Hexentreffen wahr seien. Zweifel scheinen Goehausen an keinem der drei je gekommen zu sein.
In seinem 1630 in Rinteln erschienenen Werk PROCESSUS JURIDICUS contra sagas & veneficos. Das ist: Rechtlicher Proceß / Wie man gegen Unholdten und Zauberische Personen verfahren soll kommt die besonders harte Einstellung zum Ausdruck, die der Rintelner Juristenfakultät in den Hexenprozessen insbesondere durch Goehausen entsprach. Als Mitglied des Spruchkollegiums verwendete Goehausen in seinen Ausführungen häufig Fälle, Belege und Anschauungsmaterial aus der Rintelner Spruchpraxis. Das Buch ist nicht das einzige zur Theorie der Hexenlehre, aber bei weitem der wichtigste gedruckte Beitrag zu diesem Thema. In Reaktion auf Goehausen veröffentlichte Friedrich von Spee anonym nur ein Jahr später seine Gegenschrift Cautio criminalis, die in der gleichen Rintelner Universitätsdruckerei von Petrus Lucius erschien.
Seine Schwester Katharina Cothmann, verheiratet mit Dietrich Cothmann, aus einer der ältesten, angesehensten Familien der Grafschaft Lippe, wurde 1654 als Hexe in Lemgo hingerichtet. Ihr Sohn Hermann Cothmann wurde seinerseits durch umfangreiche Hexenverfolgungen in Lemgo als „Hexenbürgermeister“ bekannt. Ihr Schwager war der bekannte Jurist und Rostocker Professor Ernst Cothmann.

## Schriften
- Tractatus novus de processu iuridico. Universitätsdruckerei Petrus Lucius, Rinteln 1629
- Decisio Trium Quaestionum Usu frequentium I. An proba aquae frigidae, qua Veneficis explorandis in Westphaliae potißimum Circulo iudices utuntur sit licita ac legitima? II. An ex plurium complicum nominatione iudex tuta conscientia, poßit personam nominatam torturae subiicere …? III. An nocturni Veneficarum conventus reales ac veri sint …? ubi etiam de poena earum, quae non occiderint, nec nocuerint, quaeritur. Auctore Herman: Göehausen … Universitätsdruckerei Petrus Lucius, Rinteln 1629
- Hermann Goehausen: Processus Juridicus contra sagas & veneficos, Das ist: Rechtlicher Proceß/Wie man gegen Unholdten und Zauberische Personen verfahren soll. Mit Erweglichen Exempeln und wunderbaren Geschichten/welche sich durch Hexerey zugetragen/außführlich erkläret. Unà cum Decisionibus Quæstionum ad hanc materiam pertinentium. Petrus Lucius, Rinteln 1630 (Digitalisat [abgerufen am 5. April 2013]).
- Decisiones Aliquot Quaestionum ad hanc materiam pertinentium, Avctore Herman: Göehausen D. & Pandect. Profess. Universitätsdruckerei Petrus Lucius, Rinteln 1630